# 李时行
李時行（1514年—1569年），字少偕，號青霞，廣東番禺人。明朝官員、詩人。

## 生平
李时行早年與吳旦等人結成「粵山詩社」。嘉靖十九年庚子科廣東乡试第六十四名舉人，二十年（1541年）联捷辛丑科会试第一百四十三名，三甲二十六名進士，授浙江嘉兴知县。嘉靖二十四年（1545年），升南京兵部车驾司主事，为同僚所忌，不久即辭官。隱居于罗浮山青霞洞，後改住广州西郊。隆庆三年（1569年）逝世。

## 家族
曾祖李富。祖父李聰。父李聞韶。母费氏，继母鍾氏。重庆下。弟時郁、時逢、時亮、時春、時進。